# Gerberstraße (Lübeck)

Die Lage der Gerberstraße, rot markiert

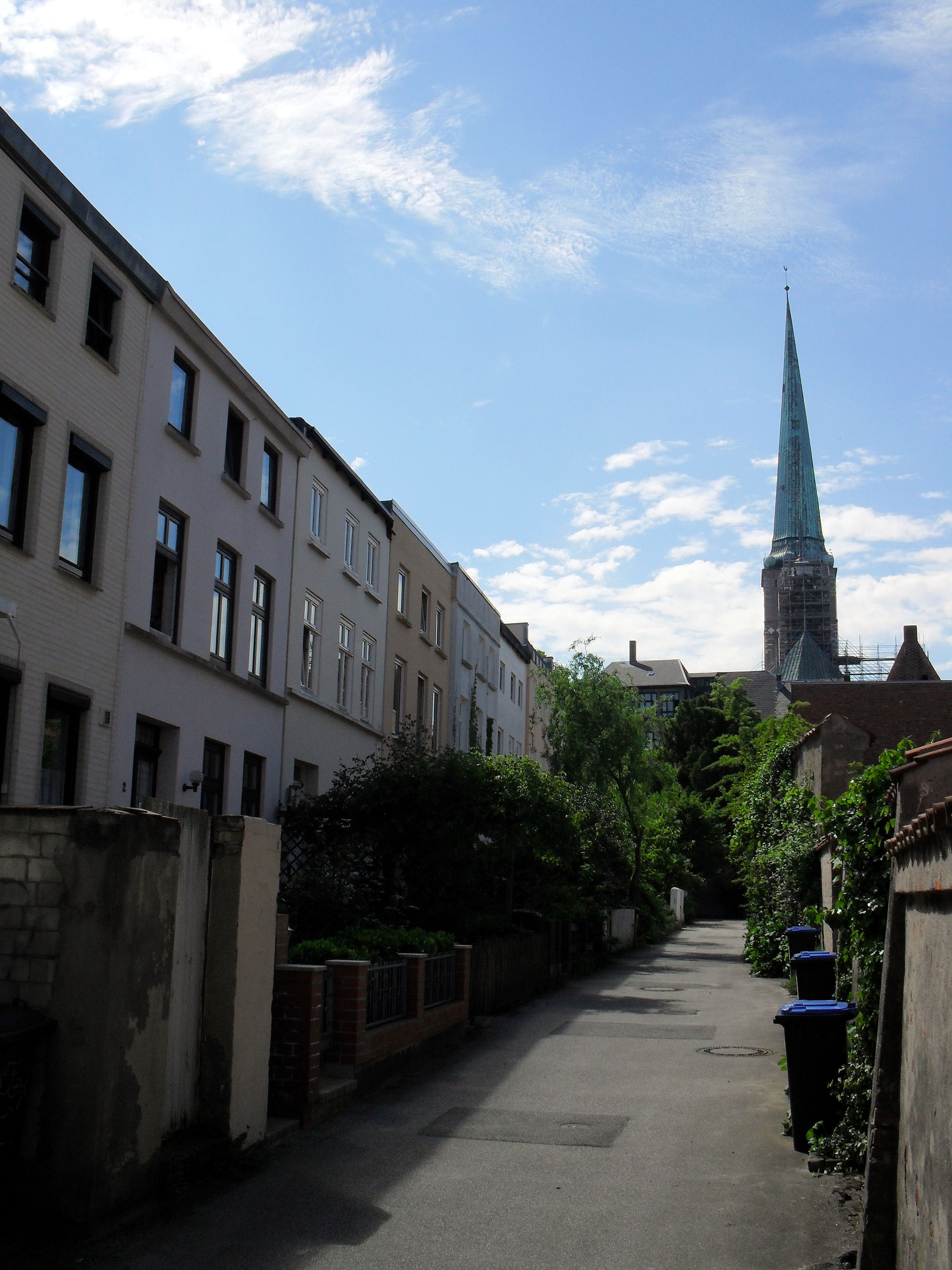
Die Gerberstraße, Blick vom Langen Lohberg. Im Hintergrund der Turm der Jakobikirche

Die Gerberstraße ist eine Straße der Lübecker Altstadt.

## Lage
Die nur etwa 60 Meter lange Gerberstraße befindet sich im nordöstlichen Teil der Altstadtinsel, dem Jakobi Quartier. Es handelt sich um eine Stichstraße, die neben der Marien-Schule, schräg gegenüber der Einmündung des Weiten Lohbergs, vom Langen Lohberg abzweigt und stumpf vor einer Mauer endet.

## Geschichte
Die Gerberstraße wurde erst im ausgehenden 19. Jahrhundert angelegt und zählt somit zu den jüngeren Straßen der Lübecker Altstadt. An ihrer Stelle befand sich zuvor ein mindestens seit dem späten 16. Jahrhundert existierender Wohngang, dessen Name zuletzt Schumanns Gang war (in der Zählung der alten Lübecker Hausnummern Langer Lohberg Nr. 314). Seine sechs Gangbuden wurden nach dem Tod des namengebenden letzten Besitzers, des Zimmermanns Johann Friedrich Schumann (* 1760; † 10. Januar 1832) 1833 abgebrochen, nachdem sie bereits lange baufällig und seit 1823 unbewohnt gewesen waren.
Das von Bauten befreite Gelände wurde Teil von Hans Joachim Kohlhaases Reitschule, die hinter den Häusern des Langen Lohbergs angesiedelt war, bis sie 1879 in die Moislinger Allee verlegt wurde. Danach lag das Terrain bis zur Anlage der Gerberstraße und dem Bau der neuen Wohnhäuser auf ihrer Südseite 1892 brach.
Der bei der Widmung im Jahre 1892 amtlich festgelegte und bis heute unverändert beibehaltene Name nimmt Bezug auf die Gerber, die im Mittelalter in diesem Teil der Stadt ansässig waren und auf deren Anwesenheit auch der Name des Langen Lohbergs zurückgeht.
Dem geringen Alter der Gerberstraße entsprechend findet sich hier als einzige Bebauung eine Reihe nach einheitlichem Plan errichteter Wohnhäuser aus der Zeit der Straßenanlage. Die Gebäude nehmen nur die südliche Straßenseite ein, während sich an der nördlichen die Mauer des angrenzenden Schulgrundstücks entlangzieht.